# Драгољуб Михаиловић
Драгољуб Михаиловић (Ивањица, 14/26. април 1893 — Београд, 17. јул 1946), познат и под надимком Чича Дража, био је српски и југословенски официр. Михаиловић је био армијски генерал и начелник Штаба Врховне команде Југословенске војске у отаџбини, министар војске, морнарице и ваздухопловства Краљевине Југославије у Другом светском рату.
У Балканским ратовима и Првом светском рату, Михаиловић је био официр Српске војске. Након рата, обављао је бројне дужности широм нове државе, а једно време је служио у Краљевој гарди. Налазио се и у дипломатској служби, као војни аташе при посланству Краљевине Југославије у Софији и Прагу. Априлски рат 1941. године га је затекао на положају начелника Оперативног одељења Друге армије Југословенске војске. Одбио је да призна капитулацију и са мањом групом официра, подофицира и војника склонио се на Равну гору, где је основао Команду четничких одреда Југословенске војске, те почео са прикупљањем официра који су избегли заробљеништво, ради организације борбе против окупатора.
Крајем 1941. године, ушао је у сукоб и са партизанским снагама, које је организовала Комунистичка партија Југославије. У покушају да избегне нападе немачких снага, имао је један састанак са представницима Вермахта у новембру 1941. године у селу Дивци, али су они захтевали искључиво безусловну предају. Уследила је велика немачка операција Михаиловић, почетком децембра исте године, која је требало да резултира његовим заробљавањем.
У јануару 1942. године, нови председник Министарског савета Краљевине Југославије Слободан Јовановић је именовао Михаиловића за министра војске, морнарице и ваздухопловства. На истом дужности је остао и у другој влади Слободана Јовановића, међувлади Милоша Трифуновића и влади Божидара Пурића, односно до јуна 1944. године. Током највећег дела рата, у Михаиловићевом штабу су се налазиле савезничке (америчке и британске) војне мисије. Генерал Михаиловић је са својим снагама организовао прихват преко 500 савезничких ваздухопловаца оборених изнад непријатељских линија 1944. године, те њихову евакуацију са импровизованих аеродрома у операцији Халијард.
Након Другог светског рата, нове југословенске комунистичке власти су га ухапсиле и осудиле на смрт за колаборацију и ратне злочине, да би 17. јула 1946. године био убијен на тајној локацији. Виши суд у Београду је маја 2015. године, усвојио захтев за његову рехабилитацију и прогласио ништавном пресуду која је донесена 69 година раније.
Амерички председник Хари Труман му је 29. марта 1948. године, постхумно доделио Легију за заслуге првог степена, као признање за: „многи амерички авијатичари спасени и враћени безбедно”. У указу о додели одликовања, Труман је навео: „Генерал Михаиловић и његове снаге, упркос недовољном снабдевању, и борећи се под изузетним тешкоћама, материјално су допринели савезничкој војсци и били учесници у извојевању коначне савезничке победе.”

## Биографија

### Детињство и младост
Драгољуб М. Михаиловић је рођен 26. априла (по јулијанском календару 14. априла) 1893. године у Ивањици, од родитеља Михаила и Смиљане Михаиловић. Име је добио по мајчином оцу Драгољубу Дражи Петровићу, домаћину рашког села Тисовица.
Михаиловићев деда по оцу Милосав био је занатлија — мајстор, члан мешовитог пожаревачког еснафа за производњу одеће и обуће, власник фирме и радње, мајстор папуџијског заната.
Пре него што се у Ивањици запослио као писар Моравичког среза, Михаило Михаиловић је иза себе већ имао један брак и двоје деце.
После Драже, Смиљана и Михаило добили су ћерке Милицу и Јелицу. Милица је вероватно рођена 1894, а Јелица 1895. године. Дражина сестра Милица умрла је млада, 1905. године, од туберкулозе. Јелица је завршила архитектуру у Београду, када је овај факултет тек основан, након чега се запослила у општини града Београда. Удала се за колегу који се презивао Вречко, али је брак кратко трајао и нису имали деце. Јелица је радила у општини града Београда, а живела је у породичној кући у Цвијићевој улици. Стрељана је после уласка Црвене армије у Београд 1944. године.
Михаиловићеви родитељи су умрли релативно рано. Отац Михаило је умро од туберкулозе одмах по Јеличином рођењу, а мајка Смиљана пет година касније. Зато је 1901. године Дражин, Миличин и Јеличин стриц, ветеринарски мајор Владимир Михаиловић, довео сирочиће у свој дом у Београду, у Студеничкој улици (данас улица Светозара Марковића), преузевши старање о њима. Децу је чувала Влајкова мајка, Дражина баба по оцу, Станица. У ондашњем београдском друштву, мајор Михаиловић беше омиљен и познат као „чика Влајко”. Официри су били и Дражини стричеви Драгомир и Велимир. Четврти Дражин стриц, Тома, радио је као управник телеграфа у пошти у Београду.
Пошто је завршио четири разреда основне школе, Михаиловић је у јесен 1904. године уписан у први разред Треће мушке гимназије. У овој гимназији завршио је прва три разреда, а следећа три у Другој београдској гимназији. Првог септембра 1910. године Дража је ступио у 43. класу Ниже школе Војне академије у Београду. После шест месеци, 1. марта 1911. године био је унапређен у чин питомца-каплара, а после две године, 1. септембра 1912, у чин питомца-поднаредника. У септембру 1912. 43. класа Ниже школе војне академије је кренула у рат против Турске, а одмах потом, почетком 1913, и у рат против Бугарске.

### Први балкански рат
У лето 1912. српска јавност се све чешће суочавала са вестима о злочинима Албанаца над српским живљем у Османском царству на подручју Старе Србије. Написима у штампи захтевала се акција српске владе да се такви злочини спрече. Министарски савет Краљевине Србије је сматрала да влада у Цариграду дозвољава Албанцима да врше притисак над Србима на Косову и Македонији. Чланице Балканског савеза Србија, Бугарска, Грчка и Црна Гора напале су Османско царство октобра 1912. године. Дража је као питомац доспео први пут на бојно поље, у 19 години. У Првом балканском рату његова класа је распоређена на положаје батаљонских ађутаната. Дража се налазио у IV прекобројном пешадијском пуку првог позива. Ова јединица је била у саставу Дринске дивизије, али је на почетку рата пребачена у Дунавску дивизију другог позива, тако да се Дража борио на македонском фронту.
Војне операције српске војске су се успешно одвијале. Прва армија је у дводневној Кумановској бици (23. — 24. октобра) разбила главне турске снаге. У бици је Дража доспео сред најжешћих окршаја, код Нагоричина и реке Пчиње. Добро се показао, па је поред Сребрне медаље за храброст добио и чин наредника. Трећа армија је ушла у Призрен, а потом и у Ђаковицу, док је Ибарска војска ушла у Нови Пазар и спојила се са црногорским трупама. Средином новембра 1912. српске трупе су заузеле Битољ и код Лерина су се спојиле са грчким снагама, Друга српска армија је средином новембра дошла под Једрене на позив бугарске Врховне команде. Дражина дивизија у саставу Друге армије генерала Степе Степановића учествовала је у опсади Једрена. Ту су вођене дуготрајне борбе, које су завршене предајом града, у марту 1913. Излазак српских трупа на Косово омогућио је њихов продор према Јадранском мору. Средином новембра 1912. српске трупе избиле су на обалу код Љеша. Тријумф српских и савезничких армија био је до те мере потпун да је претио да изазове аустроугарски напад. Под притисцима аустроугарске дипломатије на мировној конференцији и блокадом црногорске обале, српска влада је одлучила да повуче своје трупе јужно до Скадра. Турска је признала пораз, па је 30. маја 1913. потписала мировни уговор у Лондону.

### Други балкански рат
Српска влада је због уговора са Бугарском из 1912. требало да уступи делове Македоније. Стварање албанске државе пореметило је српске планове. Српска влада је захтевала измену ранијег уговора; то је правдала уступцима у Албанији, упућивањем Друге армије под Једрене и одсуством бугарских трупа у операцијама у Македонији. Србија је одбила да се повуче из Македоније, што Бугарска није хтела да прихвати. Међутим, Бугарска је проширила захтеве и на Тракију и део Албаније. То је довело до сукоба са осталим балканским савезницима. У ноћним часовима, 29./ 30. јуна 1913. бугарске трупе, охрабрене подршком Аустроугарске, извршиле су изненадан напад на српске положаје на Брегалници. Почетком јула водила се огорчена битка на Брегалници, у којој је бугарска армија била поражена. У Другом балканском рату Дражин IV прекобројни пук најпре се борио на правцу од Страцина до Криве Паланке. Потом је из Дунавске дивизије другог позива пребачен у Моравску дивизију другог позива. На дужност водника једне пешадијске чете. Дража је учествовао у борбама на Злетовској реци и даље према Кочанима. Ту је преболео своје прве ратне ране. Заједно са својом класом, 18. јула 1913. године произведен је у чин потпоручника. Победама српска војске на Злетовској реци, код Штипа и Кочана, на планини Серти, масиву Осогова, код Пепелишта и Криволока бугарски пораз је био окончан. У помоћ српској војсци притекле су армије Румуније и Грчке. У Букурешту потписан је уговор о миру, 10. октобра 1913.

#### Албанска побуна 1913.
После Другог балканског рата Дража је прекомандован на дужност водника у пешадијски пук првог позива „Стефан Немања”, мобилисаним у Ваљеву. Пук је кренуо према Косову и Метохији, ради гушења Охридско-дебарског устанака. Дража остаје на Косову до краја 1913. као водник 2. чете 1. батаљона  пешадијског пука првог позива.

### Први светски рат
Јануара 1914. године 43. класа је позвана на допунски курс Ниже школе Војне академије, ради завршетка наставе по скраћеном поступку и програму. По окончању курса, класи је признато да је завршила војну академију, а потпоручници су враћени на дужност водника пешадијских чета. Дража је био одличан студент: дипломирао је као четврти у класи. Дража је требало да пређе у артиљерију, али се од тог распореда одустало због напада Аустроугарске на Србију. Припадник Младе Босне, Гаврило Принцип, извршио је атентат на претпостављеног аустроугарског престолонаследника Франца Фердинанда у Сарајеву, на Видовдан, 28. јуна 1914. Аустроугарска је упутила ултиматум од 10 тачака Србији. Београд је прихватио све тачке осим последње, која је значила губитак државног суверенитета. Незадовољна одговором, Аустроугарска Србији објављује рат 28. јула 1914. и бомбардује Београд. Током мобилизације српске војске, Дража је постављен за водника 3. чете 1. батаљона III прекобројног пука првог позива Дринске дивизије, у саставу Треће армије. Аустроугарска Балканска војска прешла је реку Саву код Шапца и Дрину код Лознице и наставила напад ка Ваљеву и другим правцима. Током августа вођене су жестоке борбе на планини Цер. Дража је учествовао у Церској бици, да би већ 9. септембра постао и заступник рањеног командира исте чете, капетана II класе Чедомира Станојлевића. Српска војска је у Церској бици победила и протерала непријатеља са своје територије. Али, Аустроугарска Балканска војска креће у нови напад на Србију. У тешким и исцрпљујућим борбама на Дрини, Српска војска је трпела снажне ударе и постепено се повлачила. Дража се добро показао и у тим борбама против Аустроугара, због чега га је похвалио мајор Душан Бесерабић. Све три српске армије су и даље биле у тешком стању. Преломни догађај се одиграо у Колубарској бици, новембра и децембра 1914, у којој је Српска војска победила. Дража учествује и у жестоким борбама у Колубарској бици, истакао се 24. и 25. октобра на Костајнику и 7. новембра на Пландишту где је остао на положају иако му је батаљон одступио. Мајор Љубомир Ђорђевић у службеним белешкама предлаже да се потпоручник Михаиловић одликује Златном медаљом за храброст, што је после победе Српске војске и учињено. На српском фронту до почетка јесени 1915. завладало је затишје.

#### Албанска голгота
Улазак Италије у рат на страни Антанте маја 1915. пробудио је наду да ће војни притисак на Србију да попусти. Међутим, уласком Бугарске у рат на страни Немачке и Аустроугарске, Централним силама је пружило нову прилику да рашчисте рачуне са Србијом. Ратну 1915. Дражин прекобројни пешадијски пук започео је код Шапца, почетком јула. XI Немачка армија креће у нову офанзиву на Србију. Крајем септембра 1915. Дража је наставио борбу против Немаца у околини Пожаревца, ту је добио нову дужност командира 4. чете 3. батаљона. Због великих губитака, његов батаљон је расформиран 10. октобра 1915. а потом се повлачио према Пећи. Друга половина октобра и почетак новембра протекли су у повлачењу српске војске према југу. Својим напредовањем према Јужној Морави и Вардару Бугари блокирају Српску војску у вардарској Македонији. Пут према Солуну је пресечен. Српска војска и избеглице се налазе у безизлазној ситуацији на Косову и Метохији. Немачка војска са севера и бугарска армија са истока напредују према Косову са јединим циљем да униште Српску војску у расулу. Дража је у том периоду био водник или заступник командира одређених пешадијских чета у 3. и 2. батаљону, да би 20. новембра 1915. уочи поласка Српске војске у Албанску голготу, био постављен за водника пуковског Митраљеског одељења, које је имало четири митраљеза заплењена од Аустроугара. Једини пут Српској војсци и избеглицама према савезницима и јадранској обали водио је преко албанских планина. Српска војска са народом креће у повлачење преко Албаније и Црне Горе у зиму 1915. под страшном хладноћом, снегом завејаним путевима у општем расулу на температури 25 °C испод нуле. Војску у расулу и избегли народ изморен глађу и хладноћом нападају албански разбојници. Са својим митраљеским одељењем, Дража се повлачио правцем Пећ — Беране — Подгорица — Скадар. Прве групе пристижу у Валону, малу луку на југозападу Албаније. Међу њима је и потпоручник Дража Михаиловић. Дражин III прекобројни пук је 9. фебруара 1916. прекомандован у Вардарску дивизију, да би следећег дана био упућен у логор Ипсос на острво Крф. Дража је током Албанске голготе успео да сачува митраљезе које је дужио, мада је све тешко оружје остављено још у Метохији. Последице Голготе су се осећале и на острву Крф и Видо на којима је умрло на хиљаде изнемоглих српских војника. Дража је на Крф пристигао врло исцрпљен и неухрањен.

#### Солунски фронт
Од 15. фебруара 1916. године Михаиловић је у саставу Митраљеског одељења 2. батаљона  пешадијског пука Вардарске дивизије. Овај пук је настао спајањем III и IV прекобројног пешадијског пука I позива. Бродом Абда Михаиловићева јединица је 22. априла напустила Крф и кренула пут Солунског фронта. После опоравка, у јуну и јулу 1916. око 150.000 српских војника пребачено је на бојиште северно од Солуна. По налогу Немачке врховне команде, бугарске трупе су у августу предузеле напад на битољско-леринском правцу. Бугарски напад био је изненадан и жесток, непријатељска офанзива убрзо је заустављена, а онда је Српска војска кренула у снажну противофанзиву. Крајем септембра, после жестоких борби у којима је погинуло 3.000 српских војника, Дринска дивизија је овладала Кајмакчаланом и тако поново закорачила на делић територије Краљевине Србије. Десетог новембра 1916. ослобођен је Битољ. На Солунском фронту Михаиловић је учествовао у борбама на Островском језеру, Горничеву, код Жиове, на котама 1050 и 1368, на Сокоцу, Зеленом брду, Говедарском камену и Добром пољу. У бици код села Неокази и Доње Врбине, 11. септембра 1916, тешко је рањен. Лекарска комисија у Солуну проценила је да због последица рањавања потпоручник Михаиловић више није за строј, па му је понудила службу у позадини, међутим, он је то одбио. После опоравка, вратио се у своју јединицу на прву линију фронта, априла 1917. године. Почетком 1918. године, Михаиловић је са својим митраљеским одељењем пребачен у новоосновани 1. југословенски пешадијски пук Југословенске дивизије. У саставу те дивизије учествовао је у пробоју Солунског фронта. На Солунском фронту унапређен је у чин поручника, 25. јануара 1918. године. Орден белог орла са мачевима 4. реда добио је 25. јануара 1918. године, за стечене заслуге и показану храброст у рату. Друго митраљеско одељење 23. пука једино је у целом пуку одликовано златном медаљом за храброст. Најзад, Михаиловић је, једини у дивизији, добио и Енглески војни крст и то одлуком команданта дивизије. После двадесетчетворочасовне топовске паљбе 15. септембра 1918. у пола шест ујутру, српска пешадија кренула је у јуриш. За десет дана, сламајући отпор немачко-бугарских снага, српска Прва и Друга армија избиле су на линији Штип — Велес. Уз вешта прегруписавања, продор српске војске је био настављен: 5. октобра ослобођено је Врање, 12. октобра српске трупе су ушле у Ниш, а 1. новембра 1918. српска војска победоносно је умарширала у Београд.

### Између два светска рата
Ослобађање Србије поново није донело крај рата. Као и 1913, он је и сада упућен у гушење албанске побуне. На Косову и Метохији је боравио од краја септембра 1918, па све до краја зиме 1919. године. Његово прво мирнодопско одредиште је касарна Краљ Петар I у Скопљу. Као најбољег официра у пуку, командант га је предложио за прелазак у краљеву гарду у Београд. У јесен 1919. године поручник Михаиловић је постао водник 3. чете 1. батаљона пешадијског пука краљеве гарде. Међутим, није се дуго задржао у краљевој гарди, због једног инцидента у кафани Слобода, уочи поноћи 31. децембра. Његов друг, гардијски поручник Стефан Бухоњицки, припит је држао здравицу, у којој је похвално споменуо бољшевичку револуцију. Када су Бохоњицком због тога упућене претње, Дража је извадио пиштољ, репетирао и ставио на сто, рекавши: Да видимо ко је бољи Србин од мене!. Добио је 15 дана затвора, а онда је већ 25. јануара 1920, враћен у 28. пешадијски пук у Скопље.
Дана 11. маја је постављен за водника митраљеског одељења у 3. подофицирској школи у Скопљу. Уследило је унапређење у чин капетана 2. класе, 14. октобра, и још једно одликовање, Орден белог орла са мачевима 5 реда, које му је уручено 1. децембра 1920. године. Те, 1920. године, оженио се са Јелицом Лазаревић, ћерком пуковника Јеврема Бранковића. Јелица и Драгољуб су изродили четворо деце: синове Бранка 1921, Љубивоја 1922. и Војислава 1924. и ћерку Гордану 1927. Бранко је умро 1995, у Београду, Љубивоје је преминуо у првој години живота, а Војислав је погинуо поред свог оца, маја 1945. године на Зеленгори. Гордана је била дечји лекар радиолог, као пензионер је живела у Београду до смрти 25. фебруара 2014. године.
Следеће, 1921. године, Михаиловић је накратко, од 7. јула до 30. септембра, службовао у Сарајеву. Био је наставник у Другој подофицирској пешадијској школи. Вратио се у Београд пошто је примљен за полазника 23. класе Више школе војне академије. Две године касније дипломирао је са одличним успехом. У међувремену, 5. новембра 1921. године Дража Михаиловић је одликован Албанском споменицом, а 24. октобра 1922. унапређен је у чин капетана 1. класе. Као капетан 1. класе Дража је годину и по дана радио у обавештајном одељењу, а шест месеци у наставном одељењу. Мајорски испит је положио 16. марта 1925. године, да би у чин мајора био унапређен крајем те године, 17. децембра. У генералштабну струку је преведен 24. фебруара 1926, која се може поредити са данашњом титулом доктора војних наука. У то доба Краљевина Југославије је своје најбоље официре слала у Француску на специјализацију, па се и Михаиловић обрео у Паризу 1930. године.
Пре него што ће отићи у дипломатију, Дража је обављао више дужности у земљи. За помоћника начелника штаба Дунавске дивизије у Београду постављен је 19. марта 1926. године. Поред тога, за 1926. годину био је стални члан испитне комисије за чин потпоручника економске струке. На генералштабне послове у штабу краљеве гарде премештен је 19. јануара 1927. године. У гарди је био помоћник начелника штаба, вршилац дужности начелника штаба, и најзад начелник штаба, а једно време је командовао 3. батаљоном пешадијског пука краљеве гарде. Истовремено, Дража је био члан више испитних комисија, као и наставник стратегије у Нижој школи интендантске академије. Просветни Орден Светог Саве 2. реда добио је 25. јануара 1928. године. Чин потпуковника добио је на Васкрс 1930. године.
Службовање у краљевој гарди потпуковник Михаиловић завршио је 14. фебруара 1935, када је прекомандован у организацијско одељење ђенералштаба министарства војног. Ту је остао до 28. маја, кад је стигла наредба за одлазак у Софију, на место војног аташеа Краљевине Југославије. Тамо је научио и бугарски језик и добио два бугарска одличја: Орден Александра Невског 3. степена, који му је уручио лично цар Борис приликом одласка, и Орден крста Светог Александра, који ће стићи три године касније, 1939. За време службе у Софији добио је и пуковнички чин, 6. септембра 1935, поводом рођендана краља Петра II Карађорђевића.
Михаиловић је маја 1936. године на захтев бугарске владе повучен из Софије, пошто је успоставио контакте са неким компромитованим бугарским официрима, па је премештен за војног аташеа у Прагу. Пуковник Дража Михаиловић је стигао у Праг 22. маја 1936. године и остао је ту до маја наредне године. У Прагу се није бавио политиком већ бројним војним питањима, као што су набавка чехословачких авиона, панцир прслука, упутстава за противоклопно ратовање итд. На опроштајном пријему, председник Чехословачке уручио је Дражи Михаиловићу Орден белог лава 3. реда.
Маја 1937. године пуковник Дража Михаиловић постављен је за начелника штаба Дравске дивизијске области у Љубљани. Његово ново радно место налазило се у касарни Војвода Мишић. Априла следеће, 1938. године, Михаиловић је прешао за команданта 39. пешадијског пука у Цељу. Током службе у Цељу, својим претпостављеним је представио план за реорганизацију југословенске војске на националној основи — на српску, хрватску и словеначку — јер је веровао да је национално хомогене војске бити боље од мешовите, што ће увећати јединство војске и борбене способности. Његови претпостављени су одбацили овај план и 1. новембра 1939. су га казнили са 30 дана затвора. После тачно годину дана, априла 1939. године, Михаиловић се вратио у Љубљану, овог пута за начелника штаба утврђивања. Ту остаје до августа, када је постављен за сталног наставника Војне академије у Београду. Током 1940. године више пута су забележени Дражини јавни антихитлеровски испади. Најзад, после његовог напада на Хитлера на једном пријему у британској амбасади, немачки посланик Виктор Фон Херн упутио је протест југословенском министру иностраних послова Цинцар-Марковићу. Зато генерал Недић још једном кажњава Михаиловића са 30 дана затвора. Казну издржава у Мостару, где је, такође по казни, упућен за помоћника начелника генералштаба приморске армијске области, 23. октобра 1940. године.

### Други светски рат

#### Априлски рат
Немачке, италијанске, мађарске и бугарске оружане снаге напале су Краљевину Југославију 6. априла 1941. без објаве рата. Пуковник Михаиловић се првог дана рата налазио у Кисељаку код Сарајева на положају начелника Оперативног одељења Друге армије Југословенске војске. Пуковник Михаиловић прелази у Славонију где организује јединице и њихово пребацивање преко реке Саве услед муњевитог продора немачких снага из правца севера. Пуковник Дража наређује својим војницима 9. априла рушење моста на Сави код Брчког ради заустављања непријатељског напредовања. У Грачаници Дража постаје 13. априла командант Брзог одреда. Током 14. априла бори се против хрватских усташа у Дервенти и Босанском Броду, који настоје да ова места прикључе тек проглашеној НДХ. Пуковник Михаиловић 15. априла одбија наредбу о капитулацији и предаји свог одреда, па са делом Брзог одреда одлази у шуму.

#### Од Брчког до Равне Горе
Дража је 20. априла Брзи одред преименовао у Горски одред. Група официра, подофицира и војника Југословенске војске, на челу са Дражом пребацила се са планина Источне Босне, преко реке Дрине у Западну Србију, са намером да продужи отпор.

#### Оснивање четничких одреда
Михаиловић је са малим језгром официра и наоружаном пратњом стигао на Равну гору, 11. маја 1941. где је основао Команду четничких одреда Југословенске војске. Након доласка на Равну гору, схватио је да је његова група од 7 официра и 24 подофицира и војника једина преостала група отпора. Током пролећа и лета 1941. Михаиловић је радио на стварању организације покрета отпора. Почео је да прави спискове потенцијалних регрута и резервиста. Преко потпоручника Владимира Ленца, секретара зборашке омладине повезао се са Димитријем Љотићем. У јуну 1941. на Равној гори се појавио генерал Љубо Новаковић, који је нудио Михаиловићу сарадњу у припремању устанка, али Михаиловић није хтео да прихвати Новаковића као себи равног, иако је Новаковић био старији по чину. Михаиловићу су се на Равној гори придружила група цивила, углавном интелектуалци из Српског културног клуба, који су били задужени за пропаганду.
Четничка група предвођена Костом Пећанцем, која је постојала и пре него што је избио рат у Југославији, није делила Михаиловићев став о отпору. Да би дистанцирао своју групу од других група које су себе називали четницима, Михаиловић и његови следбеници су се представљали као „Равногорски покрет”. Прокламовани циљ четника је било ослобођење државе од окупаторских снага Немачке, Италије и усташа. Михаиловићева стратегија је био да се избегава директан окршај са окупаторима и да се чека са устанком када савезничке снаге стигну у Југославију.
Михаиловић је провео цело лето консолидујући разбацане остатке војске и регрутујући нове војнике. У августу је Михаиловић основао цивилно саветодавно тело Централни национални комитет, који су чинили српски политичари, међу којима и они са јаким националистичким ставовима, као што су Драгиша Васић. Четнички курир је 19. јуна стигао у Истанбул, где је ројалистичким Југословенима јавио да Михаиловић организује покрет отпора против окупатора. Михаиловић је успоставио радио везу са Британцима у септембру 1941. Прва радио порука влади у избеглиштву у којој је јавио да организује покрет отпора од остатака војске је примљена 13. септембра. Михаиловић је такође јавио да је добио помоћ од официра из других делова Југославије, као што је словеначки официр Рудолф Перинек, који је донео извештаје у стању у Црној Гори. Перинек је послат назад у Црну Гору да тамо организује одреде и усменим дозволама за официре као што су Ђорђије Лашић и Павле Ђуришић. Михаиловић је Перинеку дао нејасна и противречна наређења, поменувши да мора да сузбије цивилна превирања и „уклони непријатеље”. Михаиловићеви четници су имали мале дефанзивне окршаје са Немцима, али су их одмазде и приче о масакрима у НДХ учинили несклоним да се директно упусте у борбу против њих, осим са усташама дуж границе Србије и Босне. Почетком августа 1941. Михаиловић је упутио Јездимира Дангића и Бошка Тодоровића у Босну ради помоћи српским устаницима у борби против НДХ.

#### Сукоби са окупатором и партизанима
У међувремену, након инвазије на Совјетски Савез, Комунистичка партија Југославије предвођена Јосипом Брозом Титом је кренула у акцију, у јулу позвала у устанак против окупатора и основала своје оружане снаге које ће постати познате под именом партизани. Крајем августа, четници и партизани су били заједно у устанку и заробљавали окупаторске војнике и њихове сараднике, понекад у заједничким акцијама упркос узајамном неповерењу. Четници из независног одреда Веселина Мисите у крајем августа ослободили Лозницу од Немаца. Али Михаиловић није одобравао такве акције, посебно након немачких казнених мера. Михаиловић је убрзо схватио да његови људи немају довољно снаге да заштите цивиле на територији Војне управе у Србији против немачких одмазди. Њега је такође забрињавала могућност да партизани после рата преузму власт. Уместо тога, његова стратегија је била да окупи српске одреде и изгради организацију која би могла да освоји власт када се окупаторске снаге повуку или буду поражене, а не да се ангажује у директан сукоб Стога је предност давао саботажама где не би било очигледно ко је одговоран за њих. Насупрот његовом оклевању, партизани су заговарали отворени отпор, што је привлачило оне четнике које су желели да се боре против Немаца. Због тога Михаиловић је до септембра изгубио неколико команданата и следбеника (попут Ратка Мартиновића и Владе Зечевића) који су пришли партизанима.
Михаиловић се у Струганику 19. септембра срео са Титом да разговарају о савезу партизана и четника, али су преговори пропали због великих разлика у циљевима њихових покрета што је спречавало било какав стваран договор. Тито је заговарао широку заједничку офанзиву, док је Михаиловић сматрао да је устанак опасан и прерано почео и плашио се да ће покренути велике одмазде. Осим тога, Титов циљ је био да спречи четнички напад на партизане из позадине, пошто је био убеђен да Михаиловић игра двоструку игру, одржавајући везу са Немцима преко Недићеве владе. Михаиловић је заиста био у контакту са Недићевом, а пре тога и Аћимовићевом владом. Преко пуковника Поповића добијао је новчану помоћ. Са друге стране, Михаиловић је желио да спречи Тита да преузме вођство у покрету отпора, јер су Титови циљеви били супротни његовом циљу обнове Краљевине Југославије и оснивању Велике Србије у оквиру ње.
Заједничка британско-југословенска обавештајна мисија, коју је на брзину организовала Управа за специјалне операције и предвођена капетаном Двејном „Билом” Хадсоном, искрцала се код Петровца на Мору око 22. септембра, где су уз помоћ црногорских партизана стигли у Титов штаб у Ужицу око 25. октобра. Хадсон је изјавио да си ранија обећања о достављању помоћи Михаиловићу утицала на лоше односе између Тита и Михаловића, јер је Михаиловић претпоставио да нико ван Југославије не зна за партизански покрет и да је осетио да је дошао прави тренутак за борбу против комуниста. Немци су користили насталу ситуацију и крајем септембра су покренули велику офанзиву против партизана и четника, операцију Ужице. У тој офанзиви Немци су разбили устаничке одреде и вршили масовне злочине над српским цивилима.
Тито и Михаиловић су се поново срели 27. октобра у Брајићима близу Равне горе да још једном покушају да постигну споразум, али су се сложили само око секундарних питања. Одмах након састанка, Михаиловић је почео припреме за напад на партизане, а одложио га је само због недостатка оружја. Михаиловић је избегличкој влади изјавио да је заузимање Ужица, у коме се налазила фабрика оружја, неопходно да се спречи јачање комуниста. Два четничка официра за везу су 28. октобра ступили у везу са Недићем, а сутрадан са немачким официром Јозефом Матлом, са Михаиловићевом понудом за заједничку борбу против партизана у замену за оружје. Ова понуда је пренесена немачком генералу на челу Војне управе у Србији и Немци су понудили састанак за 3. новембар. У међувремену, четници су 1. новембра напали партизански штаб у Ужицу, али су одбијени назад. Због тога је Михаиловић 3. новембра 1941. одложио састанак са немачким официрима за 11. новембар наводећи општи сукоб између партизана и четника који захтева да он буде у свом штабу. На састанку у селу Дивцима, ком су присуствовали Михаиловић и један званичник Абвера, Михаиловић је уверавао Немце да његова намера „није била да се бори против окупатора” и „да никада није направио искрени споразум са комунистима, јер они не брину за народ. Њих предводе странци који нису Срби: Бугарин Јанковић, Јеврејин Линдмајер, Мађар Борота, два Муслимана чија имена не знам и усташки мајор Боганић. То је све што знам о комунистичком вођству” (Михаиловић је Немцима дао нетачне податке). На састанку са немачким представницима Михаиловић је предложио да му Немци пруже помоћ у његовој борби против партизана и да та сарадња остане скривена од српског народа. Чини се да је Михаиловић понудио да обустави активности у градовима и дуж главних саобраћајница, али никакав споразум није постигнут због немачког захтева за комплетном предајом четника, и немачког веровања да ће их четници вероватно напасти упркос Михаиловићевој понуди. После преговара Немци су покушали да ухапсе Михаиловића. Михаиловић је пажљиво скривао преговоре са Немцима од југословенске избегличке владе, као и од Британаца и њиховог представника Хадсона.
У међувремену, пошто је Михаиловићев напад на партизански штаб у Ужицу пропао, партизани су покренули брз противнапад. У року од две недеље партизани су одбили четничке нападе и опколили Михаиловићев штаб на Равној гори. Због губитака у људству у сукобима са Немцима, губитка око хиљаде четника и значајне количине опреме у нападу на партизане, , мале британске помоћи у оружју почетком новембра, и неуспешног убеђивања Немаца да му пруже залихе, Михаиловић се нашао у тешкој ситуацији.
Половином новембра, Немци су почели нов напад на партизане, операцију Западна Морава, која је заобишла четнике Пошто није успео да брзо порази четнике, суочен са извештајима да Британци сматрају Михаиловића вођом отпора и под притиском немачке офанзиве, Тито је још једном понудио преговоре Михаиловићу, што је довело до преговора и каснијег примирја 20. или 21. новембра. Тито и Михаиловић су последњи телефонски разговор имали 28. новембра; Тито је изјавио да ће се бранити, док је Михаиловић изјавио да ће се сакрити.
Заповедници Михаиловићевих одреда су 20. новембра одлучили да се придруже легализованим четницима под командом генерала Недића, како би могли да се боре против партизана без страха од Немаца и избегну Михаиловићево компромитовање у очима Британаца. Докази сугеришу да Михаиловић није наредио овај чин, већ да је само одобрио ову одлуку. Око 2000—3000 четника је ступило у војску Недићевог режима. Легализација је омогућила четницима да добијају плату и алиби од квислиншке владе, док је Недић добио још војника да се бори против комуниста, мада под заповедништвом Немаца. Са друге стране, Михаиловић је сматрао да овим путем може да се инфилтрира у Недићеву администрацију, коју су ускоро преплавили симпатизери Југословенске војске у отаџбини.. Иако је овај споразум био другачији од потпуне колаборације Косте Пећанца, због тога је избила конфузија против кога се четници боре.
Током новембра, Михаиловићеви људи су се нашли под притиском Немаца. После заузимања Ужица, Немци су 3. децембра издали наређење за операцију Михаиловић, напад на његове снаге на Равној гори. Дан пре напада 5. децембра, Михаиловићев контакт који је служио под Недићем, могуће Милан Аћимовић или Коста Мушицки, упозорио га је на предстојећи напад, па је Михаиловић 5. децембра искључио своју радио станицу како не био открио Немцима свој положај, и распршио свој штаб и остатак својих снага Остаци четничких одреда су се повукли са Равне горе, а сам Михаиловић се једва спасао заробљавања. За њим је 9. децембра расписана прва потерница, коју је немачка Врховна команда у Србији објавила преко радија, летака и плаката. У међувремену, Би-Би-Си је објавио указ о његовом унапређењу у чин генералштабног бригадног генерала 7. децембра 1941. године.

#### Активности у Црној Гори и на територији Војне управе у Србији
Михаиловић није наставио да комуницира са Савезницима пре јануара 1942. Почетком 1942. југословенска избегличка влада је реорганизована и нови председник владе је постао академик Слободан Јовановић. Михаиловић је 19. јануара унапређен у чин дивизијског генерала и постављен за за министра војске, морнарице и ваздухопловства. Јовановићева влада је као примарни циљ имала јачање Михаиловићево положаја и неуспешно је од Британаца и Американаца тражила подршку. Британци су суспендовали помоћ крајем 1941. након Хадсонових извештаја о сукобима четника и партизана. Михаиловић, љут због Хадсонових препорука, је ускратио Хадсону радио везу и није имао сусрета са британским агентом током првих месеци 1942.
У угледном часопису Тајм маја 1942. изашао је чланак о генералу Драгољубу Михаиловићу, са његовом сликом на насловној страни.
Иако је Михаиловић био у бекству, до марта га је Недићева влада лоцирала и Аћимовић се састао са њим, уз дозволу Немаца. По Томашевићу, генерал Паул Бадер је обавештен да је Михаиловић вољан да се стави на располагање Недићевој влади у борби против партизана, али је Бадер одбио понуду. Михаиловић се у априлу 1942, још увек кријући се на територији Војне управе, је поново успоставио контакт са британским изаслаником Хадсоном, који је касније успео да настави комуникацијом радијом са својим штабом у Каиру користећи Михаиловићев предајник. У мају су Британци наставили да шаљу помоћ четницима, мада у малим количинама, са само једним допремањем из ваздуха 30. марта. Током марта и априла 1942. британска и нова југословенска влада у Лондону су направили војни план о отварању Другог фронта у Југославији назвавши га „План инвазије Југославије”. Од 15. маја до 3. јуна 1942. Немци покрећу „Операцију Форстрат”, а потом и „Акцију 800”, ради хватања генерала Михаиловића. Јуна 1942. Михаиловић се од немачких потера склонио у Црну Гору, у италијанску окупациону зону, где је стигао 1. јуна. Ту је основао свој штаб и 10. јуна је званичном именован начелником штаба врховне команде Југословенске војске у отаџбини. Недељу дана касније 17. јуна унапређен је у чин армијског генерала. У Зимоњића Кули код Автовца, 13. јула 1942. Михаиловић је одржао састанак са четничким првацима Херцеговине, Црне Горе и Далмације, ради припрема за стварање мостобрана приликом Савезничке инвазије Југославије на јадранску обалу. У међувремену, партизани су Совјетима стално слали поруке да је Михаиловић издајник и сарадник окупатора и као такав треба да буде осуђен. Совјети у почетку нису видели потребу за тим и њихова пропаганда је наставила да подржава Михаиловића. Коначно, радио-станица Слободна Југославија, која се налазила у згради Коминтерне у Москви, је пренела резолуцију југословенских родољуба из Црне Горе и Босне којом је Михаиловић означен као сарадник окупатора.
Дража затим отишао у село Горње Липово изнад Колашина, на планини Сињајавину. Овде се Врховна команда задржала све до маја 1943. У Црној Гори Михаиловић је нашао сложену ситуацију, пошто су локалне четничке вође Бајо Станишић и Павле Ђуришић постигли договоре са Италијанима и сарађивали са њима против партизана. Михаиловић је касније на свом суђењу 1946. изјавио да није био свестан тих споразума пре свог доласка у Црну Гору и да је морао да их прихвати када је дошао, пошто су га Станишић и Ђуришић само на речима признавали за свог вођу и да су слушали његова наређења само ако је ишло њима у корист. Михаиловић је веровао да је италијанска војна обавештајна служба боље информисана од њега о активностима Михаиловићевих команданата. Покушао је да најбоље искористи ситуацију и прихватио је именовање Блажа Ђукановића за титуларног команданта националистичких снага у Црној Гори. Иако је Михаиловић одобравао уништење партизана, покушавао је да искористи везе четничких команданата са Италијанима да прибави храну, оружје и муницију у очекивању савезничког искрцавања. Павле Ђуришић је 1. децембра у селу Шаховићи организовао омладинску четничку конференцију. На овом састанку, на ком је, према Стевану К. Павловићу, доминирао Ђуришић и где су исказани екстремизам и нетолеранција, националистички захтеви су проширени на делове Албаније, Бугарске, Румуније и Италије, док је резолуција предвиђала обнављање монархије са периодом прелазне четничке диктатуре. Михаиловић и Ђукановић нису присуствовали састанку, али су послали своје представнике.
На територији НДХ, Илија Трифуновић-Бирчанин, вођа предратног четничког удружења, је командовао четницима у Далмацији, Лици, Босни и Херцеговини. Он је био на челу националистичког покрета отпора против партизана и усташа и признавао је Михаиловића за свој формалног вођу, али је деловао самостално, а његове трупе Италијани су користили као локалну Добровољачку антикомунистичку милицију. Италијански командант Марио Роата је желео са сачува италијанске војнике, али и, насупрот усташама и Немцима, да поткопа Михаиловићев ауторитет међу четницима, ослањајући се на локалне вође, као и да има могуће везе са Михаиловићем и Савезницима у случају да силе Осовине изгубе рат. Четници предвођени Доброславом Јевђевићем, који су дошли из Црне Горе у помоћ босанским Србима против усташа, су убијале и палиле по Фочи све док Италијани нису интервенисали у августу. Четници су такође тражили италијанску заштиту од усташких злочина. Михаиловић се 22. јула срео са Трифуновићем-Бирчанином, Јевђевићем и његовим делегатом у Херцеговини Петром Баћовићем. Овај састанак је био наводно тајан, али је за њега знала италијанска обавештајна служба; Михаиловић није дао прецизна објашњења, већ је изразио веру у обојицу својих потчињених, додајући, по италијанским изворима, да чека помоћ од Савезника да започне праву герилску кампању, како би спасио животе Срба. Пошто их је Роата позвао по њиховом повратку, Трифуновић-Бирчанин и Јевђевић су убеђивали италијанског генерала да је Михаиловић само „морални предводник” и да они неће напасти Италијане, чак и ако им Михаиловић нареди.
Како је све више био забринут због домаћих непријатеља и убеђен да ће он бити положају да контролише Југославију пошто савезници поразе окупаторе, Михаиловић се из Црне Горе сконцентрисао на вођење операцијама у разним деловима Југославије, углавном против партизана, али и против усташа и Српског добровољачког корпуса Димитрија Љотића. Током јесени 1942. Михаиловић је добио захтев од Британаца да његова организација спроведе низ саботажа против железничких линија које су се користиле да се снабдевају осовинске трупе у Грчкој и делимично у Западној пустињи. У септембру и децембру, акције Михаиловићевих одреда су прекидале комуникације; Савезници су му приписали заслуге за узнемиравање осовинских трупа и савезнички успех у северној Африци. Почетком 1942. Михаиловић је преко летака и тајних порука позивао на непослушност према Недићевој влади, због чега су избиле борбе између четника и следбеника Недићевог режима. Немци, које је Недићева влада позвала у помоћ против Михаиловића, су одговорили на Недићев захтев и саботаже терором, и напали четнике крајем 1942. и 1943. Робертс наводи да је Недићев позив у помоћ био главни разлог за немачку акцију и не наводи саботаже. Са друге стране, Павловић помиње да су саботаже вршене упоредо са пропагандним акцијама. Ухапшено је на стотине особа и процењено је да су током децембра 1942. Немци убили 1600 четника у борби или погубљењима.
Михаиловић је имао велики проблем да контролише своје локалне команданте, који често нису имали никакав радио везе и ослањали су се на курире да би комуницирали. Међутим, вероватно је био упознат са чињеницом да многе четничке групе вршиле злочине над цивилима и акте етничког чишћења. Према Стевану К. Павловићу, Павле Ђуришић је поносно пријавио Михаиловићу да је уништио муслиманска села, као одмазду за дела које су починиле муслиманске милиције. Иако можда Михаиловић није издао таква наређења, такође није учинио ништа против својих команданата, пошто је зависио од разних наоружаних група које није могао да осуди. Такође је скривао ситуацију од Британаца и избегличке владе. Многи злочини четника против разних непријатеља, стварних или умишљени, су имали врхунац у октобру 1942. и фебруара 1943.

#### Односи са Британцима
Капетан Хадсон је 15. новембра 1942. јавио у Каиро да је стање проблематично, да прилике за саботаже великих размера нису искоришћене због Михаиловићеве тежње да избегне одмазде, и, док чека савезничко искрцавање и победу, четнички вођа може постићи разумевање или са Италијанима или са Немци за које верује да ће послужити његовој потреби, а да не буде компромитован, како би победио комунисте. У децембру, мајор Питер Бјуи, члан лондонског штаба Уреда за специјалне операције, је у разговору са Живаном Кнежевићем инсистирао да је Михаиловић квислинг који отворено сарађује са Италијанима. Форин офис је оценио да је Бјуијева оцена грешка, али Британци су све више постајали забринути због ситуације и Михаиловићеве неактивности. Виши британски официр, пуковник Вилијам Бејли, је избачен падобраном у Црну Гору на Божић. Његова мисије је била да скупља информације и а види да ли је Михаиловић извео неопходне операције на железницама. Током следећих месеци, британски напори су били сконцентрисани да Михаиловић натера четнике да прекину колаборацију са силама Осовине и изврше очекиване акције против окупатора, али они нису били успешни.
У јануару 1943. Уред за специјалне операције је известио Винстона Черчила да су Михаиловићеви потчињени команданти направили локалне споразуме са италијанским властима, иако нема доказа да је сам Михаиловић икада имао споразум са Немцима. Извештај је закључио да би било препоручљиво, поред тога што је помоћ Михаиловићу била потребна као и увек, да се прошири помоћ и на друге покрете отпора и да се покушају поново ујединити четници и партизани. Британски официри за везу су у фебруару изјавили да Михаиловић није био у контакту са Немцима, али да су у неким случајевима његове снаге помагале Италијане против партизана (извештај је дошао у исто време кад и операција Вајс). Бејли је известио да је Михаиловић постао све више незадовољан недовољном помоћи коју је добијао од Британаца. Позитивне извештаје о Михаиловићевом покрету британска пропаганда је била надувала тако да је оно што су затекли официри за везу било далеко испод очекивања.
У Риму је 3. јануара 1943, баш пред почетак операције Вајс, одржана конференција на којој су учествовали немачки генерал Александар Лер, представници НДХ и Доброслав Јевђевић, који је у то време, отворено сарађивао са силама Осовине против партизана и отишао на ту конференцију без Михаиловићевог знања. Михаиловић није одобрио Јевђевићево присуство и наводно му послао оштру поруку, али његове акције су биле ограничене на проглас да ће Јевђевићева војна одликовања бити одузета.
У Липову се Михаиловић 28. фебруара 1943, уз присуство Бејлија, обратио својим војницима. Бејли је известио да је Михаиловић изнео своје огорчење због „перфидног Албиона”, који је очекивао да се Срби боре по последње капи крви без помоћи, да су Срби у потпуности без пријатеља, да Британци држе краља Петра II и његову владу као заробљенике и да ће наставити да добија помоћ од Италијана све док му то даје средство да уништи партизане. Такође, према Бејлијевом извештају, Михаиловић је додао да су његови непријатељи усташе, партизани, Хрвати и муслимани и тек када се побрине за њих, окренуће се против Немаца и Италијана. Иако Михаиловићеви браниоци тврде да је Бејли погрешно разумео говор или чак да га је намерно искривио, последице тог говора на Британце су биле катастрофалне и означиле су почетак краја британско-четничке сарадње. Британци су званично уложили протест југословенској избегличкој влади и затражили објашњење Михаиловићевог става и колаборације са Италијанима. Михаиловић је изјавио својој влади да он није имао сусрете са италијанским генералима и да Јевђевић није имао заповест да се сретне са њима. Британци су обећали да ће Михаиловићу слати обилније залихе. Исто почетком 1943. тон извештавања Би-Би-Сија је постајао све више у корист партизана, описујући их као једини покрет отпора у Југославији (Бејли се жалио Форин офису да због таквог извештавања Михаиловић има предрасуде о Британцима) и повремено приписује партизанима акције које су заправо извршили четници. Форин офис је уложио протест и Би-Би-Си се извинио, али тон његовог извештавања се заправо није променио.

#### Пораз у бици на Неретви
Августа 1942. године британски премијер, Винстон Черчил, је у Москви изнео Стаљину овај план, који је подразумевао да Западни савезници после успешних војних операција против Немаца у северној Африци заузму Сицилију, а потом и доњу Италију, коју је требало искористити као платформу са које би се извршила инвазија око милион војника на Југославију и тиме отворио Други фронт, после чега би се извео брзи продор преко Мађарске, Словачке и Румуније (ове државе нису биле окупиране од Немачке и представљале су Хитлеров меки трбух) и напале с леђа немачке снаге на Источном фронту чиме би се ослабио притисак на Црвену армију и СССР. Међутим, Стаљин је одбио овај план тражећи од Черчила да Западни савезници отворе Други фронт што западније, у Француској, тајно тиме рачунајући на потенцијални ратни плен, источну Европу и Балкан. Черчил је напустио Москву без договора са Стаљином, а Западни савезници су наставили да изводе војне операције према свом војном плану, усмеравајући продор својих снага према Балкану. У наредних годину дана, све до јесени 1943. постојаће сукоб између Западних савезника и СССР око места отварање Другог фронта, Југославије или Француске.
Током фебруара 1943. због очекиване савезничке инвазије, у северној Херцеговини почеле су жестоке борбе између партизана и четника. Крајем фебруара, убрзо након што је одржао говор у Липову, Михаиловић се придружио својим трупама у Херцеговини, које су биле у тешкој ситуацији. До мартовских преговора о примирју између партизана и сила Осовине, Италијани су јако подржавали четнике, надајући се да ће они задати фатални удар партизанима. Немци нису одобравали ову колаборацију, због чега је Хитлер лично писао Мусолинију. Партизански преговарачи су, поред захтева за примирјем и разменом заробљеника, изјавили „да се не боре против хрватске државе и ни у ком случају против Немаца, већ искључиво против четника”, те „да су спремни да са оружјем у руци иступе против Енглеза приликом искрцавања”.
Размене заробљеника су извршене, а незванично примирје је било на снази неколико седмица док су преговори трајали, иако до званичног примирја није дошло. Партизани су из тога извукли корист јер је италијанска помоћ четницима суспендована, што је омогућило Титовим снагама да нанесу тежак пораз Михаиловићевим трупама у бици на Неретви. Рибентроп и Хитлер су 29. марта одбацили наредбе својих потчињених и будући контакти били су забрањени. Партизани су успели да пређу Неретву, а четници су након пораза били у хаотичном стању. Борбе су се наставиле крајем априла и почетком маја 1943. на северу Црне Горе, а затим је овај сукоб прекинула велика немачка офанзива на оба покрета, упадом око 65.000 немачких војника у италијанску окупациону зону. У мају, немачка обавештајна служба је такође покушала да успостави контакт са Михаиловићем да утврди да ли могућ савез против партизана. У Колашину су причали са једним четничким официром, који се није представио. Они су претпоставили да је то Михаиловић, али то вероватно није тачно, пошто је према Бејлију Михаиловић био на другом месту у исто време. Немачка команда, је ипак, оштро реаговала против било каквог покушаја да се преговара са непријатељем.
Затим су се Немци окренули својој следећој операцији, под именом операција Шварц и разоружали црногорске четнике. Чини се да је Павле Ђуришић предложио Михаиловићу краткорочну кооперацију са Немцима против партизана, што је Михаиловић одбио. Ђуришић је отишао у Колашин да брани свој штаб од партизана. Немци су 14. маја ушли у Колашин и заробили Ђуришића, док је Михаиловић побегао и са делом својих снага кренуо на север у правцу Златара и Јавора. Крајем маја, након што су повратили контролу над већим делом Црне Горе, Италијани су се окренули против четника, или барем против Михаиловићевих снага, и објавили награду од пола милиона лира за заробљавање Михаиловића и милион лира за заробљавање Тита.

#### Промена савезничке политике
У априлу и мају 1943. Британци су послали мисије код партизана и ојачали своје мисије код четника. Мајор Џаспер Рутам, један од официра за везу, је пријавио да су се окршаји Немаца и четника заиста догађали али да су их без сумње започели Немци. Током лета, Британци су слали залихе и четницима и партизанима.
Михаиловић се вратио на територију Војне управе у Србији и његов покрет је брзо повратио доминацију у овој области. Добивши више оружја од Британца, наредио је низ акција и саботажа, разоружавао одреде Српске државне страже и нападао бугарске трупе, али је углавном избегавао Немце, сматрајући да његова војска још није довољно спремна. Четници су у Србији контролисали планинске крајеве где није било окупаторских војника. У колаборационистичку Недићеву администрацију су се инфилтрирали његови људи, па су многи војници Српске државне страже заправо симпатисали Југословенску војску у отаџбини. После пораза у бици на Неретви, Михаиловић је покушао да побољша своју организацију. Драгиша Васић, некада главни идеолог покрета који се противио везама са Италијанима, је напустио врховну команду. Михаиловић је покушао да ојача своје везе са Хрватима и традиционалним политичким странкама и да ревитализује своје контакте у Словенији. САД су послале официре за везу да се придруже Бејлијевој мисији код Михаиловића, истовремено славши мисије и код Тита. У међувремену су Немци постали забринути због растуће снаге партизана и склапали су локалне споразуме са четницима, али не и са самим Михаиловићем. Према Волтеру Робертсу, постоји мало сумње да Михаиловић није био свестан ових споразума и да их је сматрао мањим од два зла, пошто је његов примарни циљ био да порази партизане.
Од почетка 1943. британско нестрпљење због Михаиловића је расло. Из дешифрованих немачких радио порука, Черчил и његова влада су закључили да је четничка колаборација са Италијанима била изнад прихватљивог нивоа и да партизани наносе највише штете силама Осовине.
Након капитулације Италије у септембру 1943. четници у Црној Гори су се нашли под нападом и Немаца и партизана, који су преузели контролу над великим делом Црне Горе, укључујући и бившу четничку „престоницу” Колашин. Павле Ђуришић, пошто је претходно побегао из немачког логора у Галицији, се пробио до Југославије и био опет заробљен. Председник квислиншке владе Милан Недић је од њега затражио да оснује Црногорски добровољачки корпус који би се борио против партизана. Ђуришић се заклео на верност Недићу, али је тајно признавао Михаиловића за команданта. И Михаиловић и Ђуришић су очекивали искрцавање западних Савезника. У Србији је Михаиловић сматран представником победничких Савезника. У хаосу након италијанске капитулације, неколико четничких команданата је отворено сарађивало са Немцима против све јачих партизана. Доброслав Јевђевић је Немцима понудио услуге својих 5.000 војника. Момчило Ђујић је такође склопи савез са Немцима као заклон против усташа и партизана, али му Немци нису веровали. У октобру 1943. на захтев Савезника, Михаиловић је прихватио да предузме две саботаже, због чега су га Немци још више прогонили и приморали га, према британским извештајима, да често премешта свој штаб. Почетком новембра 1943. Врховна команда на челу са Михаиловићем кренула је на марш преко планине Таре и Повлена и долази децембра 1943. у Азбуковицу, на планину Бобију.

#### Споразуми између генерала ЈВуО и Вермахта
До новембара и децембра 1943. Немци су схватили да је Тито њихов најопаснији противник. 1. новембра немачки командант југоистока фелдмаршал Максимилијан фон Вајхс оцењује да је „најопаснији непријатељ Тито… Због тога Михаиловић већ тражи везу са немачким командама, да не би потпао под комунистичку власт.”. Немачки изасланик Херман Нојбахер је успео да склопи уговоре о примирју и заједничкој борби са Немцима са четири Михаиловићева команданта са циљем прекида непријатељстава у периоду од пет до десет недеља. Немци су ово схватили као знак слабости Михаиловићевог покрета. Примирје је сакривано, али су Британци сазнали за њега путем декодирања немачког радио-саобраћаја и те информације су стигле до Черчила. Немачки командант југоистока издаје објашњење о склапању уговора са Михаиловићевим снагама У Ратном дневнику Вермахта је за датум 23. новембар 1943. записано да је Михаиловић својим командантима наредио да сарађују са Немцима, док се он сам неће експонирати на тај начин, због реакције народа. Нема чврстих доказа да је Михаиловић умешан или да је одбио споразуме, мада је британска војна обавештајна служба закључила да је могуће да је „превртљив”.
Британци су све више били забринути због чињенице да су четници били спремнији да ратују против партизана више него против Немаца. На трећој Московској конференцији, Ентони Идн је изразио нестрпљивост због непостојања Михаиловићеве акције. Извештај Фицроја Маклејна, официра за везу код партизана, је убедио Черчила да су партизани најпоузданији покрет отпора. Генерал Двајт Ајзенхауер, главнокомандујући савезничких снага, у новембру у Каиру истиче „да сву могућу опрему треба слати Титу, јер су Михаиловићеве снаге од мале вредности.”
Извештај генерала Чарлса Армстронга, официра за везу у Михаиловићевом штабу, је стигао сувише касно да би га Ентони Идн обзнанио на Техеранској конференцији крајем новембра 1943. мада Стеван К. Павловић сматра да то вероватно не би било довољно да се промени Черчилов став. У Техерану, Черчил је заступао партизане, док је Стаљин показивао ограничени интерес, али се сложио да би партизани требало да добију највећу могућу подршку.
Черчил је 10. децембра имао састанак са краљем Петром II и рекао му је да има непобитне доказе да о Михаиловићевом сарадњи са непријатељем и да се Михаиловић мора уклонити из југословенске владе. Почетком децембра, од Михаиловића је затражено да изврши важне саботаже на железничким мостовима, што је касније тумачено као последња шанса да се искупи. Међутим, вероватно не схватајући колико се савезничка политика променила, Михаиловић није успео да изврши задатак. Уред за специјалне операције у Каиру је 12. јануара 1944. послао извештај Форин офису, у ком је стојало да су Михаиловићеви команданти сарађивали са Немцима и Италијанима, и да је сам Михаиловић толерисао и у неким случајевима одобравао њихове акције. Ово је убрзало британску одлуку да повуку 30 својих официра за везу. Британске мисије су се ефективно окончале у пролеће 1944. У априлу, месец дана пре одласка, Армстронг је приметио да је Михаиловић углавном био активан у пропаганди против сила Осовине, да је пропустио бројне прилике за саботаже у последњих 6 до 8 месеци и да су напори многих четничких вођа да прате Михаиловићеву стратегију ишчекивања прерасли у споразуме о ненападању са осовинским силама, иако ова мисија није имала доказе о колаборацији са непријатељем.

#### Спасавање савезничких пилота
У међувремену Михаиловић је покушао да поправи организацију свог покрета. У село Ба, Дража долази 20. јануара 1944. ради припрема Светосавског конгреса. Уз помоћ Живка Топаловића, Михаиловић је у селу Ба организовао Светосавски конгрес који би са четничког покрета скинуо сенку претходног конгреса из Црне Горе. Вишестраначки Југословенски национални конгрес је одржан од, 25. до 29. јануара 1944. у селу Ба. Конгресу су присуствовали 272 делегата из 11 различитих политичких партија, на крају заседања усвојена је Башка резолуција, која је предвиђала обнову и демократско уређење Југославије као парламентарне монархије са три федералне јединице, Србијом, Хрватском и Словенијом, у којој би била загарантована сва људска и грађанска права њених држављана. Конгрес је био реакција на произвољно понашање неких команданата, поменути је организовање нове, демократске и могуће федералне Југославије, мада је предлог остао нејасан и чак је упућен апел КПЈ да се придружи. Четничка команда је формално реорганизована. Павле Ђуришић је још био командант Црне Горе, а Момчило Ђујић Далмације, док је Доброслав Јевђевић искључен. После конгреса Дража одлази у област Овчара, где се задржава до почетка марта 1944. Почетком априла отпочела је партизанска офанзива на Србију из правца Санџака. Немци и Бугари су реаговали на конгрес покретањем операције против четника у северној Србији, у којој је убијено 80 особа и заробљено 913.
У јулу и августу 1944. Михаиловић је наредио успешно спасавање неколико стотина оборених савезничких пилота у операцији Халјард;. За ову акцију амерички председник Хари Труман га је постхумно одликовао Орденом за заслуге. Према Марко Хоареу: једном приликом Михаиловић је спасио немачке ваздухопловце и безбедно их је предао немачки оружаним снагама... Американци, са слабијом обавештајном присутношћу на Балкану од Британаца, су били мање у току са реалношћу југословенског грађанског рата. Због тога су били мање ентузијасти око британског напуштања антикомунистичког Михаиловића и уздржанији према партизанима." Неколико Југословена је евакуисано у мисији Халјард, међу њима и Топаловић; они су покушали да придобију већу подршку за Михаиловићев покрет, али је овај покушај дошао прекасно да би се преокренула савезничка политика. САД су такође послале обавештајне мисије код Михаиловића у марту, али су их повукле пошто је Черчил саветовао Рузвелта да би сва помоћ требало да иде Титу и да би настао потпуни хаос ако би Американци подржавали Михаиловића.
У јулу 1944. Иван Шубашић је формирао нову југословенску владу, у којој Михаиловић више није био министар. Он је међутим, остао званично начелник штаба Југословенске војске. На препоруку своје владе, краљ Петар II је 29. августа краљевским декретом распустио врховну команду и тако укинуо Михаиловићево место. Краљ Петар II је 12. септембра преко радија пренео поруку из Лондона, објавивши суштину декрета од 29. августа и позвао све Србе, Хрвате и Словенце да ступе у Народноослободилачку војску под вођством маршала Тита. Такође је објавио да оштро осуђује „злоупотребу имена Краља и ауторитета Круне, којим се покушало оправдати сарадњу са непријатељем”. Иако краљ Петар није поменуо Михаиловића, било је јасно на кога се односило. Према својим мемоарима, краљ Петар II је издејствовао од Британаца да не каже ниједну реч против Михаиловића. Ова порука је имала поразан ефекат на морал четника. Многи су напустили Михаиловића после ове поруке; други су остали само због лојалности према њему.

#### Повлачење преко Дрине и коначан пораз ЈВуО
Крајем августа 1944. совјетска Црвена армија се приближила источним границама Југославије. Почетком септембра она је напала Бугарску и принудила је да се окрене против Немаца. Михаиловићеви четници су у међувремену били преслабо наоружани да се одупру партизанском продору у Србију тако да су се неки његови официри, укључујући и Николу Калабића, састајали са немачким официрима да би уговорили састанак са Нојбахером и добили његову подршку. Ипак, идеја је стигла до Милана Недића који је предложио оснивање армије од уједињених антикомунистичких снага. Он је уговорио тајни састанак са Михаиловићем, који се десио око 20. августа. По доступним документима, њих двојица су се састали у затамњеној соби и Михаиловић је ћутао већину времена, тако да Недић после није био сигуран да је причао са правим Михаиловићем. Према британском званичнику Стивену Клисолду, Михаиловић у почетку није желео да иде на састанак, али га је на крају убедио Калабић. Чини се да је Недић понудио да затражи оружје од Немаца и да стави своју Српску државну стражу под Михаиловићеву снагу, вероватно као покушај да промени страну, пошто је Немачка губила рат. Током августа немачки командант југоистока фон Вајхс покушавао је да од Хитлера добије одобрење да уједини Михаиловићеве и Недићеве снаге у јединствен српски корпус који би Немци опремили и који би се борио на њиховој страни. Нојбахеру се свидела идеја, али ју је Хитлер одбацио, јер је сматрао да је ово покушај да се направи енглеска пета колона. Дозволио је само локалну сарадњу са четницима. Према Стевану К. Павловићу, Михаиловић, који према извештају није био пун ентузијазма око састанка, и Недић су покушавали да искористе један другог, а могуће је да је Недић планирао пустити Михаиловића да преузме команду. Крајем августа, Михаиловићу је дошла мисија Ренџер Канцеларије за стратешке услуге, на челу са пуковником Робертом Макдауелом, који је остао са њим све до октобра.
Како се Црвена армија приближавала, Михаиловић је размишљао да ће на исход рата утицати улазак Турске у рат, после чега би коначно следило савезничко искрцавање на Балкан. Позвао је све Југословене да остану верни краљу и тврдио је да му је краљ Петар II послао поруку којом му је поручио да не верује ономе што је чуо на радију о његовој смени. Четничке снаге су почеле да се пробијају из Србије половином августа, пошто је Михаиловић покушавао да допре до хрватских и муслиманских вођа и да их позове на општи устанак. Међутим, какве год да су биле његове намере, показало да се у свој покрет може привуче мало кога осим Срба. Ђуришић, који је на папиру био лојалан Димитрију Љотићу, је још једом прихватио Михаиловићеву команду. Михаиловић је наредио општу мобилизацију 1. септембра. Његови војници су се борили против Немаца и Бугара, док су их истовремено нападали партизани. Партизани су се пробили у четничку територију, водећи тешке битке, наневши Михаиловићевим снагама тежак пораз на Јеловој гори и до октобра поразили главне Михаиловићеве снаге. Оно што је преостало од Недићевих снага је отворено ступило у Михаиловићеве редове. Са Врховном командом и америчком војном мисијом Ренџер Дража половином септембра 1944. са Равне горе стигао у Мачву. Дан уочи уласка совјетских трупа у Србију, 27. септембра 1944. је Дража прешао преко реке Дрине у Семберију код Бадовинаца. Главна четничка војска се ипак повлачи у Босну пред наступом идеолошког непријатеља. Михаиловић је из Семберије прешао у Босанску Посавину, а почетком октобра 1944. борави на планини Требави. Током новембра 1944. Дража се налази у околини Сарајева, а током децембра 1944. са Врховном командом борави у Кладњу, одакле се враћа на Требаву, где остаје до средине марта 1945. У међувремену, Црвена армија је при уласку у Србију из Румуније и Бугарске наишла и на партизане и четнике. Четници нису пружали отпор Црвеној армији. Црвеноармејци су на кратко сарађивали са четницима у против Немаца који су се повлачили, пре него што су Совјети разоружали четнике. Михаиловић је послао делегацију у совјетску команду, али су његови представници били игнорисани и на крају ухапшени. Још увек очекујући искрцавање западних савезника, Михаиловић је са својим штабом, Макдауелом и неколико стотина војника кренуо у Босну. Ту је основао муслиманске четничке одреде и именовао хрватског мајора Матију Парца за команданата непостојеће хрватске четничке војске. Михаиловић није схватао тежину свог пораза и веровао је да ће западни савезници доћи у помоћ. Недић је у међувремену побегао у Аустрију. Он је 25. маја 1945. написао писмо генералу Ајзенхауеру, нагласивши да је он увек био тајни савезник Михаиловића.
Надајући се америчкој подршци, Михаиловић је срео малу британску мисију између Неретве и Дубровника, али је схватио да то није сигнал о жељеном искрцавању. Макдауел је евакуисан 1. новембра и добио је инструкције да понуди Михаиловићу да пође са њим. Михаиловић је одбио, пошто је желео да остане све до очекиване промене савезничке политике. Током следећих недеља, Британци су такође размишљали о могућности Михаиловића уговарањем спасавања и часног хапшења и разговарали о томе са Американцима. На крају ништа од тога није било предузето. У јануару 1945. Михаиловић је покушао да прегрупише своје снаге на Озрену, планирајући оснивање муслиманских, хрватских и словеначких јединица. Међутим, његове трупе су биле десетковане и истрошене, неке су продавале оружје и муницију или пљачкале локално становништво. Ђуришић се са својим истрошеним трупама придружио Михаиловићу и открио је да Михаиловић нема никакав план. Ђуришић је отишао својим путем и половином априла је убијен после битке са усташама на Лијевче пољу. Средином марта 1945. све четничке јединице прелазе реку Босну и смештају се на планину Вучијак.
Озна је почетком јануара 1945, представљајући се као четнички мајор Ћосић у Србији који је избегао заробљавање, почела Михаиловићу да радијом шаље лажне информације како је ситуација у Србији повољна за устанак против партизана и да се чека пролеће и Михаиловићев повратак. Циљ Озне је био спречавање Михаиловићевог бекства из Југославије.
Михаиловића је 17. марта у Босни посетио немачки изасланик Штаркер, који је затражио да Михаиловић пренесе савезничком штабу у Италији тајну немачку понуду о капитулацији. Михаиловић је пренео поруку, која ће бити његова последња. Димитрије Љотић и неколико независних четничких вођа који су се налазили у Истри (Момчило Ђујић и Доброслав Јевђевић) су предложили формирање заједничког антикомунистичког фронта на северозападној обали Јадранског мора, који би био прихватљив Савезницима. Због тога су у Босну долазили Љотићеви и Недићеви емисари Бошко Костић и Милан Аћимовић да преговарају о обједињавању снага за борбу против партизана. Михаиловићу се није допадао такав хетероген скуп, али није у потпуности одбацио Љотићев предлог, пошто је приморје било згодно место да се сретне са западним савезницима и придружи словеначким антикомунистима, док био колапс Немачке могао антикомунистички савез учинити могућим. Михаиловић је у Словенију послао генерала Миодрага Дамјановића и дозволио одлазак свих оних који су желели поћи (као што су Мирослав Дамјановић), али их је само мали број стигао до обале пошто су их на путу десетковале усташе, новооснована Југословенска армија, болести и глад. На Вучијаку Михаиловић је донео одлуку да се преко централне Босне изврши пробој за Србију. Средином априла Михаиловић је послао у Загреб генерала Светомира Ђукића, наводно у мисију да успостави контакт са савезничким армијама које су напредовале у северној Италији, али да истовремено на пролазу кроз Загреб види Влатка Мачека и Анту Павелића и расправи с њим могућност сарадње између четничких и хрватских квислиншких трупа и да од њега добије низ уступака. Са Ђукићем је послао и Владимира Предавца. Ђукић и Предавец су имали два састанка са Павелићем 17. и 22. априла, на којима су од Павелића тражили: ослобађање четничке болнице заробљене на Вучјаку, пуштање 1200 српских цивила које су усташе заробили и држали у Шамцу, лекове, муницију и храну за четнике и слободан пролаз четника кроз НДХ на путу у Словенију. Овај последњи захтев је требало да превари усташке власти, као и Југословенску армију, да поверују како Михаиловић жели да пошаље своју војску у Словенију, а не у Србију.
У последњој фази рата амерички председник Френклин Делано Рузвелт поклањао је заслужним појединцима луксузно опремљену књигу „Четири слободе”, која се састојала од по четири фотографије и четири текста. Истакнути амерички уметници изражавали су, пером и кичицом, своје виђење слободе говора и изражавања мисли, слободе вероисповести, слободе од сиромаштва и слободе од страха. Један примерак књиге председник Рузвелт поклонио је генералу Дражи Михаиловићу. Данас се књига „Четири слободе” намењену генералу Михаиловићу чува у Архиву САНУ у Београду.
Михаиловић је 13. априла кренуо кроз северну Босну на 280 km дуг пут назад у Србију, надајући се да ће тамо основати покрет отпора, овај пут против комуниста. Дражина војска се кретала у три велике колоне. Михаиловић је желео да стигне у Србију пре немачке капитулације. Од планине Мотајице скренули су на југ, па брзим покретима општим правцем: Мотајица — источно од Котор Вароши — између Травника и Зенице, избили су у област Фојнице. Овим правцем колоне су биле стално нападана од усташа. Четници су прешли преко Иван планине и западних падина Бјелашнице, обишли су Калиновик са запада, скренули су на исток где су покушали да пређу реку Дрину, на месту ушћа Сутјеске. На Зеленгори, четници су се од 10. до 13. маја 1945. сукобили са Југословенском армијом. Главнина војске је изгинула или заробљена и потом већином стрељана. Његове трупе су десетковане у сукобима са усташама, партизанима, као и раздорима и тифусом. Михаиловић је успео да побегне са око 1000—2000 четника, који су се постепено разилазили. Са шачицом људи сакрио се у планинама.

### Хапшење
Иако је ЈВуО престала да постоји, Михаиловић се, попут многих других припадника поражених паравојних формација у тадашњој Југославији, надао скором почетку Трећег светског рата, односно подршци западних савезника новом герилском, овај пут антикомунистичком покрету под његовим вођством. Управо због тога је његово хватање постало један од приоритетних задатака нове југословенске службе безбедности ОЗНE, односно предмет једне од најопсежнијих и најбоље организованих обавештајних операција у историји бивше Југославије. Операцији, коју је водио Слободан Пенезић Крцун, је битно допринело заробљавање Николе Калабића, бившег команданта Горске гарде и блиског Михаиловићевог пријатеља. Калабић је пристао сарађивати с ОЗН-ом тако што ће ступити у контакт с Михаиловићем и под изговором наводног сусрета с представницима англоамеричких обавештајних служби га предати ОЗН-иним агентима. Михаиловић је ухваћен у селу Репушевићи у околини Вишеграда 13. марта 1946. Министар унутрашњих послова ФНР Југославије, Александар Ранковић, је 24. марта 1946. у свом експозеу у Народној скупштине обзнанио да је Драгољуб Михаиловић од 13. марта налази у рукама власти. Претходно, Ранковић је из Београда јавио Ј. Б. Титу, који се налазио у Варшави, да је Дража ухваћен, а овај специјалним телефоном позвао Стаљина да му вест лично саопшти. Вест о хапшењу генерала Михаиловића, обишла је свет муњевито и различито је примљена. Од комунистичког Истока са великим одушевљењем; у јавности Запада, са извесном скепсом и огорчењем. Већ 21. априла 1946, лист „Борба” је обелоданио вест да је указом Президијума Народне скупштине ФНРЈ група бораца Југословенске армије одликована, износећи и појединачно њихова имена. Током боравка у затвору и ишчекивању пресуде 1946. године генералу Дражи Михаиловићи је било дозвољено да чита књиге. Последњи роман који је Дража прочитао и од кога се у ћелији није одвајао све до своје смрти био је Стендалов Пармански картузијански манастир.
Начин на који генерал Михаиловић ухваћен био је обавијен велом тајне пуних 16 година. Од 5. августа до 17. септембра 1962. београдска „Политика” објавила је фељтон под насловом „Како је ухваћен Дража Михаиловић”. О околностима хватања Михаиловића Никола Миловановић објавио је детаљан опис у својој књизи „Дража Михаиловић”.

### Судски процеси
Суђење генералу Михаиловићу одржано је од 10. јуна до 15. јула 1946. године. Уз главно-оптуженог Михаиловића суђено је већој групи људи: Проф. Слободану Јовановићу, др Божидару Пурићу, др Стевану Мољевићу, др Младену Жујовићу, др Живку Топаловићу, др Милану Гавриловићу, др Момчилу Нинчићу, Живану Кнежевићу, Радоју Кнежевићу, Константину Фотићу, Ђури Виловићу, Радославу Радићу, Славољубу Врањешевићу, Милошу Глишићу, Петру Живковићу, Драгомиру Јовановићу, Танасију Динићу, Велибору Јонићу, Ђури Ђокићу, Кости Мушицком, Бошку Павловићу, др Лазару Марковићу и др Кости Куманудију. Михаиловићеве судије су били Михаило Ђорђевић (Председник војног већа), Милија Лаковић, Михаило Јанковић, Никола Станковић и Радомир Илић (судије) и Тодор Попадић (секретар). Тужилац је био пуковник Милош Минић, коме је помагао Милош Јовановић.
Од 47 тачака оптужнице коју је Милош Минић прочитао 10. јуна 1946. у Београду, Дража је осуђен по осам тачака. Прва је гласила:
Крив је што је од почетка друге половине 1941, па за све време рата и непријатељске окупације организовао и руководио оружане четничке формације познате под именом „четници Драже Михаиловића“ и такозвана Југословенска војска у отаџбини, које су имале за циљ да оружаном акцијом и терором у сарадњи с окупатором подрже окупацију и угуше оружани устанак и ослободилачку борбу српског и осталих народа Југославије.
Дража Михаиловић осуђен је за велеиздају и ратне злочине које су извршили његови потчињени. Осуђен је 15. јула 1946. на смрт стрељањем, трајан губитак политичких и грађанских права као и одузимање целокупне имовине. Убијен је на непознатом месту 17. јула 1946. године. Ни данас се не зна где је тачно гроб генерала Михаиловића.
Виши суд у Београду га је рехабилитовао 14. маја 2015. године. Утврђено је да Михаиловић није имао фер и правично суђење, те су му укинуте све изречене санкције и он је званично постао неосуђиван. У образложењу решења о рехабилитацији је наведено да је спорна пресуда донета у незаконитом процесу из политичко-идеолошких разлога.

## Наслеђе
Друштво Србије и српски народ има различите ставове о лику и делу генерала Михаиловића.
Џорџ Орвел је у предговору првог издања Животињске фарме 1945. године, говорио о Михаиловићу као жртви совјетске пропаганде, коју је прихватила и Велика Британија. Он је ту навео да су Совјети штитили Јосипа Броза Тита као свог човека у Југославији и Михаиловића прогласили за колаборационисту, упркос томе што су окупационе власти 1943. године уценили главе обојице на по 100.000 рајхсмарака у злату, а британска штампа је пренела само потерницу за Титом. Овај предговор је пронађен и први пут објављен тек 1972. године.
У време док је Други свјетски рат увелико беснео, у Холивуду су се снимали филмови. Тако је Холивуд постао један од центара антинацистичке пропаганде и део америчке ратне машинерије. У мору оваквих филмова снимљена је и филмска епопеја о херојском отпору четника нацистичким окупаторима Краљевине Југославије. Филм је снимљен 1943. године у режији Луиса Кинга под називом "Четници — борбена герила ". Улога четничког команданта и вође покрета отпора припала је Филипу Дорну. Британци су са променом своје званичне политике овај филм приказивали без уводне шпице под именом Партизани.
Милан Терзић је објавио књигу „Борба за информације. Радио-везе и депеше Југословенске краљевске владе и Драже Михаиловића 1941-1944.” у којој је дата обимна архивска грађа.
У Билећи је 2019. године подигнут споменик Михаиловићу.
Седамнаестог октобра 2023. генералу Михаиловићу је подигнут споменик као и музеј, у Брегалничкој улици у Београду, у новоизграђеној згради подигнутој на простору куће у којој је Михаиловић становао од 1931. до почетка ДСР.

### Сједињене Америчке Државе
Неколико хиљада Михаиловићевих сабораца и команданата је пред револуционарним терором који је наступио у послератној Југославији од стране комуниста, избегло у Сједињене Америчке Државе. Најпознатији међу њима били су командант Динарске четничке дивизије војвода Момчило Ђујић, командант Првог равногорског корпуса војвода капетан Звонимир Вучковић, Димитрије Мита Ђорђевић... Емигранти су оснивали бројна ветеранска друштва која су чувала сећање на генерала Михаиловића, а широм САД, Канаде и Аустралије су му подигли и бројне споменике.
Сједињене Државе су их примиле као своје ратне савезнике, а званичници Сједињених Држава на највишим нивоима до данас изражавају захвалност генералу Михаиловићу за операцију спасавања савезничких пилота у мисији Халијард.
Амерички председник Хари Труман је 29. марта 1948. године, постхумно генералу Михаиловићу доделио Легију за заслуге. У образложењу за доделу је стајало да се Михаиловић: „истакао као заповедник Југословенских оружаних снага и после као Министар војни, организујући и водећи снаге отпора против непријатеља који је окупирао Југославију, од децембра 1941. до децембра 1944. Захваљујући неустрашивим напорима његових трупа, многи амерички авијатичари били су спасени и безбедно враћени на савезничку страну. Генерал Михаиловић и његове снаге, упркос недовољном снабдевању, и борећи се под изузетним тешкоћама, материјално су допринели савезничкој војсци и били учесници у извојевању коначне савезничке победе.”
Потоњи амерички председник Ричард Никсон је 21. априла 1966. године у једном писму говорио о генералу Михаиловићу као родољубу, храбром војнику и оданом савезнику Сједињених Држава:
Генерал Дража Михаиловић је био патриота, храбри војник и срчани савезник Сједињених Држава и свих нација које су ушле у рат почетком четрдесетих да униште тиранију која је тежила да пороби наш свет. Стотине америчких пилота дугују своје животе генералу Михаиловићу и његовим трупама и амерички народ никад неће заборавити тај дуг. Докле год постоје патриоте у било којој нацији, име генерала Михаиловића ће бити памћено и поштовано— Ричард Никсон
Годину дана пре избора за председника САД, Роналд Реган је 8. септембра 1979. године, у одговору на позив Михајла (Мајкла) Раденковића, потпредседника Комитета за чување сећања на генерала Драгољуба Дражу Михаиловића у Калифорнији (чији је Реган раније био гувернер), уз извињење што не може да присуствује комеморативној вечери у знак сећања на њега, због раније преузетих обавеза, рекао неколико речи о генералу Михаиловићу:
Верујем да дух у којем сте се овде окупили да бисте неговали успомену на генерала Михаиловића, верног савезничког команданта и првог антинацистичког лидера у Европи, дели и огромна већина Американаца. Коначна трагедија Драже Михаиловића не може избрисати сећање на његову херојску и често усамљену борбу против две тираније које су погодиле његов народ, нацизам и комунизам. Он је знао да тоталитаризам, без обзира на име које узме, јесте непријатељ слободе. Он је заиста постао симбол отпора за оне који су широм света морали да воде сличну херојску и усамљену борбу против тоталитаризма. Михаиловић је припадао Југославији; његов дух припада свима онима који су спремни да се боре за слободу.
Гувернер Охаја и амерички сенатор српског порекла Џорџ Војнович је дуго био ангажован на чувању сећања на генерала Михаиловића. У Представничком дому САД су се о њему и његовој улози у спасавању савезничких пилота позитивно изјаснили чланови конгреса Хелен Делић Бентли и Филип Крејн.
Градоначелник Лос Анђелеса Том Бредли је 17. јула 1986. године, донео указ којим се тај дан проглашава за „Дан сећања на генерала Дражу Михаиловића”, а поводом 40. годишњице његове смрти. Бредли је у указу навео да се: „слави симбол слободе и демократије, за које се генерал Михаиловић борио читавог живота, као први антинацистички лидер у читавој Европи...”

### У популарној култури
| Филм/серија                  | Глумац који тумачи лик генерала Михаиловића | Година |
| ---------------------------- | ------------------------------------------- | ------ |
| Четници — борбена герила     | Филип Дорн                                  | 1943.  |
| Ужичка република (филм)      | Миодраг Лазаревић                           | 1974.  |
| Ужичка република (серија)    | Миодраг Лазаревић                           | 1976.  |
| Клопка за генерала           | Раде Марковић                               | 1971.  |
| Последњи чин                 | Милан Пузић                                 | 1981.  |
| Драмска трилогија 1941—1945. | Небојша Глоговац                            | 2013.  |
| За краља и отаџбину          | Небојша Глоговац                            | 2015.  |
| Хероји Халијарда             | Небојша Љубишић                             | 2023.  |
| Ваздушни мост                | Небојша Љубишић                             | 2023.  |
| Ђенерал                      | Никола Ракочевић                            | 2025.  |

## Унапређење у чинове
| Каплар        | Поднаредник        | Наредник         | Потпоручник   | Поручник           | Капетан Друге класе |
| ------------- | ------------------ | ---------------- | ------------- | ------------------ | ------------------- |
|               |                    |                  |               |                    |                     |
| 1. март 1911. | 1. септембар 1912. | 3. фебруар 1913. | 18. јул 1913. | 1. септембар 1918. | 14. октобар 1920.   |

| Капетан Прве класе | Мајор              | Потпуковник     | Пуковник           | Бригадни генерал  | Дивизијски генерал | Армијски генерал |
| ------------------ | ------------------ | --------------- | ------------------ | ----------------- | ------------------ | ---------------- |
|                    |                    |                 |                    |                   |                    |                  |
| 24. октобар 1922.  | 17. децембар 1925. | 11. април 1930. | 6. септембар 1935. | 7. децембар 1941. | 19. јануар 1942.   | 17. јун 1942.    |

## Одликовања

### Домаћа одликовања
- Сребрна медаља за храброст, уручена 1913. године ( Краљевина Србија)[182]
- Споменица за Српско — бугарски рат, уручена 1913. године ( Краљевина Србија)[182][183]
- Орден Белог орла са мачевима IV реда, уручен 1918. године ( Краљевина Србија)[182]
- Споменица за рат 1914—1918, уручена 1920. године ( Краљевина Срба, Хрвата и Словенаца)[182][183]
- Орден Белог орла са мачевима V реда, уручен 1920. године ( Краљевина Срба, Хрвата и Словенаца)[182][182][183]
- Споменица за Српско — турски рат, уручена 1920. године ( Краљевина Срба, Хрвата и Словенаца)[182][182][183]
- Златна медаља за храброст, уручена 1920. године ( Краљевина Срба, Хрвата и Словенаца)[182][182][183]
- Албанска споменица, уручена 1921. године ( Краљевина Срба, Хрвата и Словенаца)[182][182][183]
- Златна медаља за храброст, уручена 1928. године ( Краљевина Срба, Хрвата и Словенаца)[182][182]
- Орден Светог Саве IV реда, уручен 1928. године ( Краљевина Срба, Хрвата и Словенаца)[182][182][183]
- Орден Југословенске круне IV реда, уручен 1933. године ( Краљевина Југославија)[182][182][183]
- Орден Југословенске круне III реда, уручен 1937. године ( Краљевина Југославија)[182][182][183]
- Орден Карађорђеве звезде са мачевима III реда, доделио краљ Петар II Карађорђевић 27. марта 1942. ( Краљевина Југославија у егзилу)[184][183]

### Страна одликовања
- Војни крст, уручен 1913. године ( Уједињено Краљевство)[182]
- Орден Александра Невског III степена, уручен 1936. године ( Краљевина Бугарска)[182][185]
- Орден белог лава III степена за војне заслуге, уручио лично председник Едвард Бенеш у Прагу 1937. године ( Чехословачка)[182][182][183]
- Командирски крст Светог Александра, уручио лично цар Борис ІІІ у Софији 1939. године ( Краљевина Бугарска)[182][182][183]
- Ратни крст, доделио генерал Шарл де Гол, 2. фебруара 1943. године ( Француска)[182][186][183]
- Војничке врлине (пољ. Virtuti Militari), доделио генерал Владислав Сикорски, 14. јуна 1943. године ( Пољска)[182][187][183]
- Легија заслуга првог степена, постхумно доделио председник Хари Труман 29. марта 1948. године ( САД)[182][183]

### Француски Ратни крст
Командант француског покрета отпора, генерал Шарл де Гол, одликовао је генерала Дражу Михаиловића Ратним крстом. Уз овај орден он је издао и похвалну наредбу, која је 2. фебруара 1943. године прочитана свим француским јединицама:
Армијски генерал Драгољуб Д. Михаиловић, легендарни јунак, симбол најчистијег родољубља и највиших југословенских војничких врлина, није престао водити борбу на окупираном националном тлу. Уз помоћ родољуба, он без сустајања не да мира окупаторској војсци, тако припремајући онај коначан јуриш који ће довести до ослобођења његове отаџбине и целог света, раме уз раме с онима који никад нису сматрали да се једна велика земља може да покори суровом завојевачу.
Француски Ратни крст и америчка Легија за заслуге првог степена, данас се чувају у Спомен-дому на Равној гори.

### Америчка Легије заслуга
Године 1948, амерички председник Хари Труман постхумно је одликовао Драгољуба Михаиловића Легијом заслуга, највишим орденом намењеним странцима. Комисија за одликовања Пентагона одлучила је да генерала Драгољуба Михаиловића уврсти у „Легију заслужних”, након извештаја истражне комисије Комитета за праведан суд Дражи Михаиловићу. Ова комисија, која је окупљала најугледније људе САД (шест сенатора, осам конгресмена, пет гувернера...) отворила је јавна саслушања у Адвокатској комори њујоршке општине 13. маја. Саслушања су трајала пет дана, паралелно с процесом који су комунистичке власти у Београду водиле против Драже Михаиловића. Највећу пажњу Комисија је посветила сарадњи Михаиловића са силама Осовине, једној од најтежих тачака оптужнице који је Војни суд у Београду прихватио.
Орден је, у мају 2005. године уручен његовој ћерки Гордани на скромној церемонији одржаној у амбасади САД у Београду. Одликовање није уручено све до тада зато што је амерички интерес на Балкану била неутрална Југославија под Титовом управом. Претпостављало се да би један овакав чин гурнуо Југославију у наручје Совјетском Савезу и да би она постала чланица Варшавског пакта. Вест о додели одликовања генералу Дражи Михаиловићу, тачније о његовом уручењу Дражиној ћерки Гордани изазвала је бурне реакције у Босни и Хрватској међу оним снагама које настоје да Југословенску војску у отаџбини изједначе са Усташама и другим војним формацијама састављеним од припадника некадашњих југословенских народа које су оперисале на Балкану.
Током Другог светског рата, 1944. године америчка обавештајна служба је, у сарадњи са Југословенском војском у отаџбини и њеним командантом генералом Дражом Михаиловићем спровела операцију „Холјард” (Halyard). Главни циљ операције била је евакуација америчких пилота, припадника америчке 15. ваздухопловне армије који су оборени изнад територије Југославије. Оборени амерички пилоти су уз помоћ припадника ЈВуО пребацивани на територију под њиховом контролом одакле су америчким авионима евакуисани у Италију са импровизованих пољских аеродрома Бољанићи, Коциљево и Прањани. Операција Холјард била је највећа операција организованог спасавања оборених америчких авијатичара у Другом светском рату.

## Породично стабло
| \| \| \| \| \| \| \| \| Милосав Михаиловић \| \| \| \| \| \| \| \| \| \| \| \| \| \| \| \| \| \| \| \| \| \| \| \| \| \| \| \| \| \| \| \| \| \| \| \| \| \| \| \| \| \| Михаило M. Михаиловић (—1895) \| \| \| \| \| \| \| \| \| \| \| \| \| \| \| \| \| \| \| \| \| \| \| \| \| \| \| \| \| \| \| \| \| \| \| \| \| \| \| \| \| \| \| \| \| \| \| \| Cтaницa Михаиловић \| \| \| \| \| \| \| \| \| \| \| \| \| \| \| \| \| \| \| \| \| \| \| \| \| \| \| \| \| \| \| \| \| \| \| \| \| \| \| \| \| \| \| \| \| \| \| \| Драгољуб M. Михаиловић (1893—1946) \| \| \| \| \| \| \| \| \| \| \| \| \| \| \| \| \| \| \| \| \| \| \| \| \| \| \| \| \| \| \| \| \| \| \| \| \| \| \| \| \| \| \| \| \| \| \| \| Драгољуб Петровић \| \| \| \| \| \| \| \| \| \| \| \| \| \| \| \| \| \| \| \| \| \| \| \| \| \| \| \| \| \| \| \| \| \| \| \| \| \| \| \| \| \| \| \| \| \| \| \| Cмиљaнa Д. Петровић (—1900) \| \| \| \| \| \| \| \| \| \| \| \| \| \| \| \| \| \| \| \| \| \| \| \| \| \| \| \| \| \| \| \| \| \| \| \| \| \| \| \| \| \| \| \| \| \| \| \| ? \| \| \| \| \| \| \| \| \| \| \| \| \| \| \| \| \| \| \| \| \| \| \| \| \| \| \| \| \| \| \| \| \| \| |                                    |  |  |  |  |  |                    |  |  |  |
| |                                    |  |  |  |  |  | Милосав Михаиловић |  |  |  |
| |                                    |  |  |  |  |  |                    |  |  |  |
| |                                    |  |  |  |  |  |                    |  |  |  |
| |                                    |  |  |  |  |  |                    |  |  |  |
| | Михаило M. Михаиловић (—1895)      |  |  |  |  |  |                    |  |  |  |
| |                                    |  |  |  |  |  |                    |  |  |  |
| |                                    |  |  |  |  |  |                    |  |  |  |
| |                                    |  |  |  |  |  |                    |  |  |  |
| | Cтaницa Михаиловић                 |  |  |  |  |  |                    |  |  |  |
| |                                    |  |  |  |  |  |                    |  |  |  |
| |                                    |  |  |  |  |  |                    |  |  |  |
| |                                    |  |  |  |  |  |                    |  |  |  |
| | Драгољуб M. Михаиловић (1893—1946) |  |  |  |  |  |                    |  |  |  |
| |                                    |  |  |  |  |  |                    |  |  |  |
| |                                    |  |  |  |  |  |                    |  |  |  |
| |                                    |  |  |  |  |  |                    |  |  |  |
| | Драгољуб Петровић                  |  |  |  |  |  |                    |  |  |  |
| |                                    |  |  |  |  |  |                    |  |  |  |
| |                                    |  |  |  |  |  |                    |  |  |  |
| |                                    |  |  |  |  |  |                    |  |  |  |
| | Cмиљaнa Д. Петровић (—1900)        |  |  |  |  |  |                    |  |  |  |
| |                                    |  |  |  |  |  |                    |  |  |  |
| |                                    |  |  |  |  |  |                    |  |  |  |
| |                                    |  |  |  |  |  |                    |  |  |  |
| | ?                                  |  |  |  |  |  |                    |  |  |  |
| |                                    |  |  |  |  |  |                    |  |  |  |
| |                                    |  |  |  |  |  |                    |  |  |  |